# История Айовы

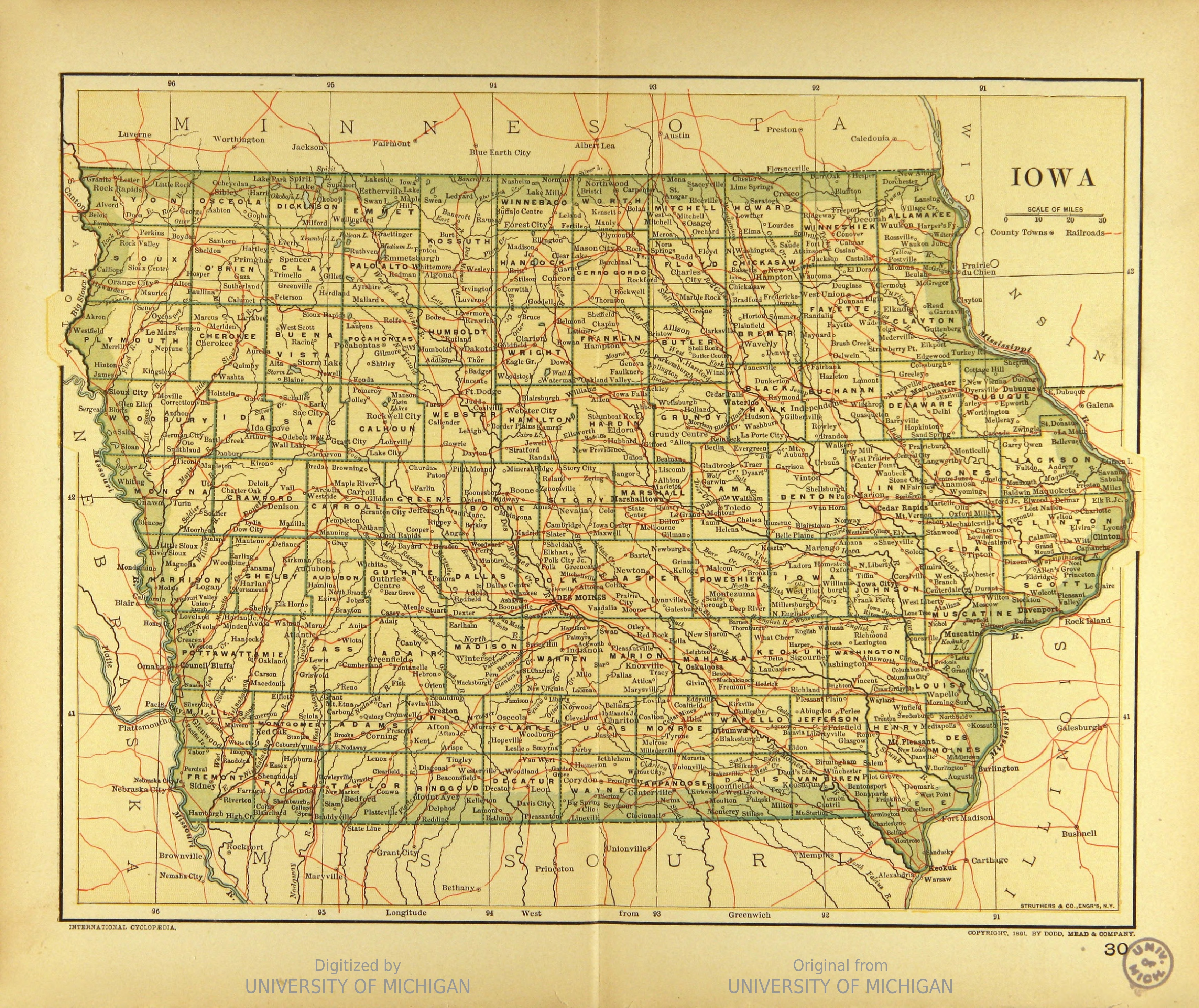
Карта Айовы 1894 года

История Айовы начинается со времени заселения этой территории человеком в эпоху палеоиндейцев. Письменная история началась только в 1680-х годах, когда Айову исследовали первые французские путешественники. До начала XIX века эти земли населяли только индейцы и немногочисленные европейски торговцы. Франция и Испания почти не контролировали эту территорию.
Айова стала частью США после того, как Франция продала Луизиану в 1803 году, но полный контроль США получили только после войны 1812 года, после серии договоров с индейцами. Айова была частью Территории Мичиган, а впоследствии Территории Висконсин. В 1846 году Айова стала 29-м штатом США. К 1860 году почти вся Айова была заселена белыми фермерами. Они производили продукты для собственного употреблении, и только после появления железных дорог в 1850-х и 1860-х годах перешли на внешние рынки. Более 75000 айовцев служили в армии США во время Гражданской войны. В послевоенные годы сельское хозяйство Айовы снабжало продовольствием всю страну.
В начале XX века крупные хозяйства стали вытеснять мелких фермеров, этот процесс усилился в годы Великой депрессии. К началу Второй мировой войны промышленность занимала уже основную часть экономики штата. В 1970-е и 1980-е годы Айова пережила ряд кризисов, что привели к сокращению сельского населения. Экономика восстановилась в 1990-е годы, когда в ней стали доминировать промышленность, коммерция и финансовый сектор.